# 만수로 (인천)
만수로(萬壽路)는 인천광역시 남동구 만수동 만수종합시장입구 교차로에서 만수동교회까지 이르는 인천광역시의 도로로 총 연장은 1.414 km이다.

## 유래
행정구역명인 만수동(萬壽洞)이라는 지명을 이용하여 도로명을 제명하였던 것에서 유래하였다.

## 지리
- 통과하는 지자체 : 인천광역시 남동구 만수동
- 통과하는 도로 : 백범로, 만수서로, 수현로

### 주변에 있는 시설
- KT 송림만수점
- 성재한의원
- 파티마의원
- 늘기쁜교회
- 하나로성경교회
- 참조은치과의원
- 만수주공1단지 아파트
- 잉글리시아이 서일에듀학원
- 뚜레쥬르 인천만수시장점
- 한스델리 인천만수점
- 좋은친구들동물병원
- 다이소 인천만수점
- 초밥왕 만수점
- 남동농협 오양지점
- 만수여자중학교
- 인천새말초등학교
- 만수상사아파트
- 파리바게트 만수시장점
- 세란내과의원
- 피자마루 만수시장점
- 이니스프리 만수시장점
- 빚은 인천만수점
- 본죽 인천만수주공점
- 와플대학 만수향촌캠퍼스
- 빽다방 인천만수1호점
- 나이키 인천만수점
- 만수성심외과의원
- 59쌀피자 만수점
- 설빙 인천만수1호점
- 한솥도시락 만수점
- 제일메디칼의원
- 투썸플레이스 인천만수향촌점
- 청년다방 인천만수점
- 대동슈퍼
- 대동아파트
- 아주대중목욕탕
- 아주2차아파트
- 삼부아파트
- GS더프레시 만수2점
- 한사랑의원
- 동양아파트
- 신나는 예능어린이집
- 해오름팰리스
- 가온누리마트
- 대성하이츠
- 태화리치빌1차
- 만수동교회
- 미래타운

## 사진

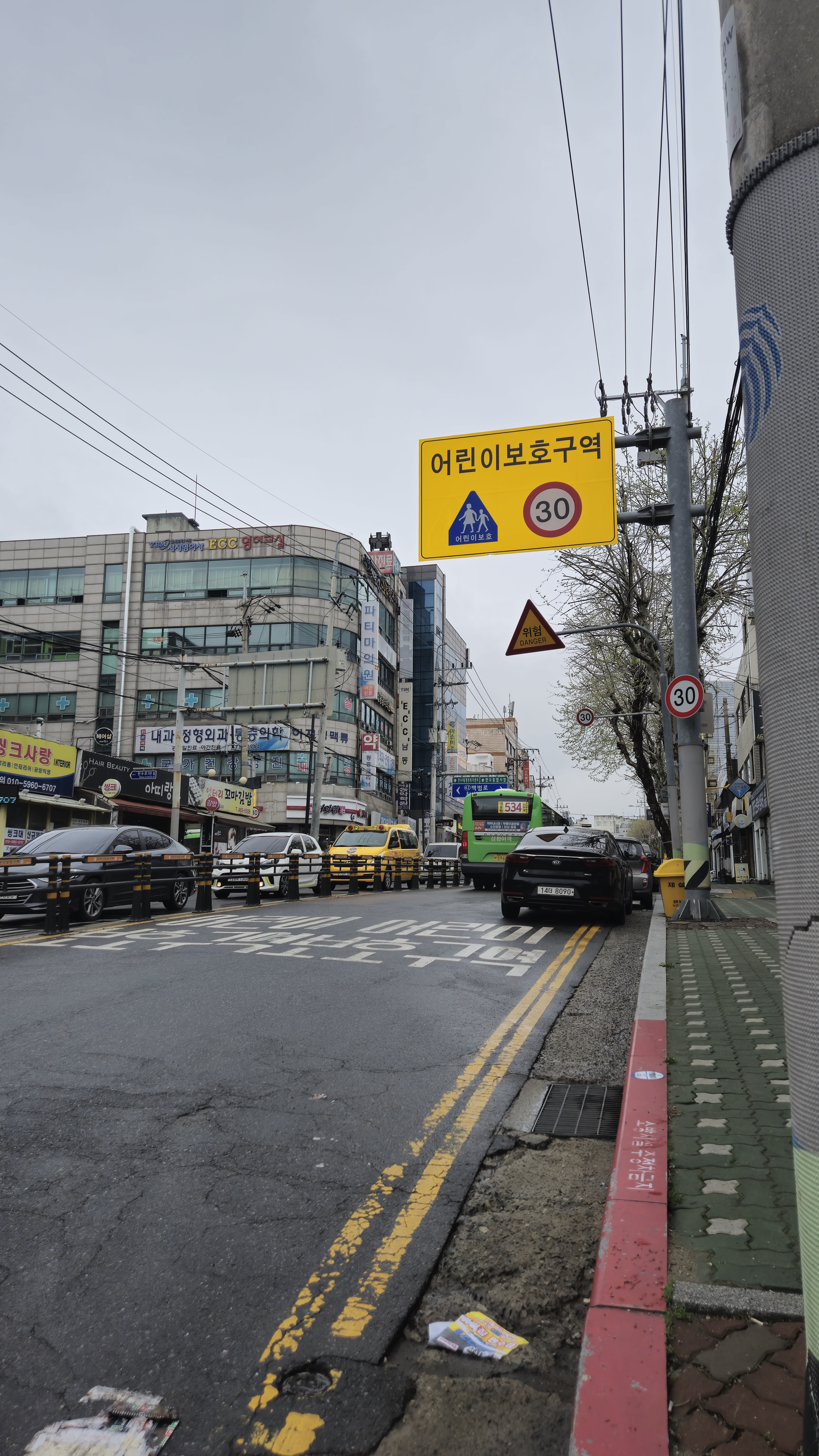
만수로 풍경
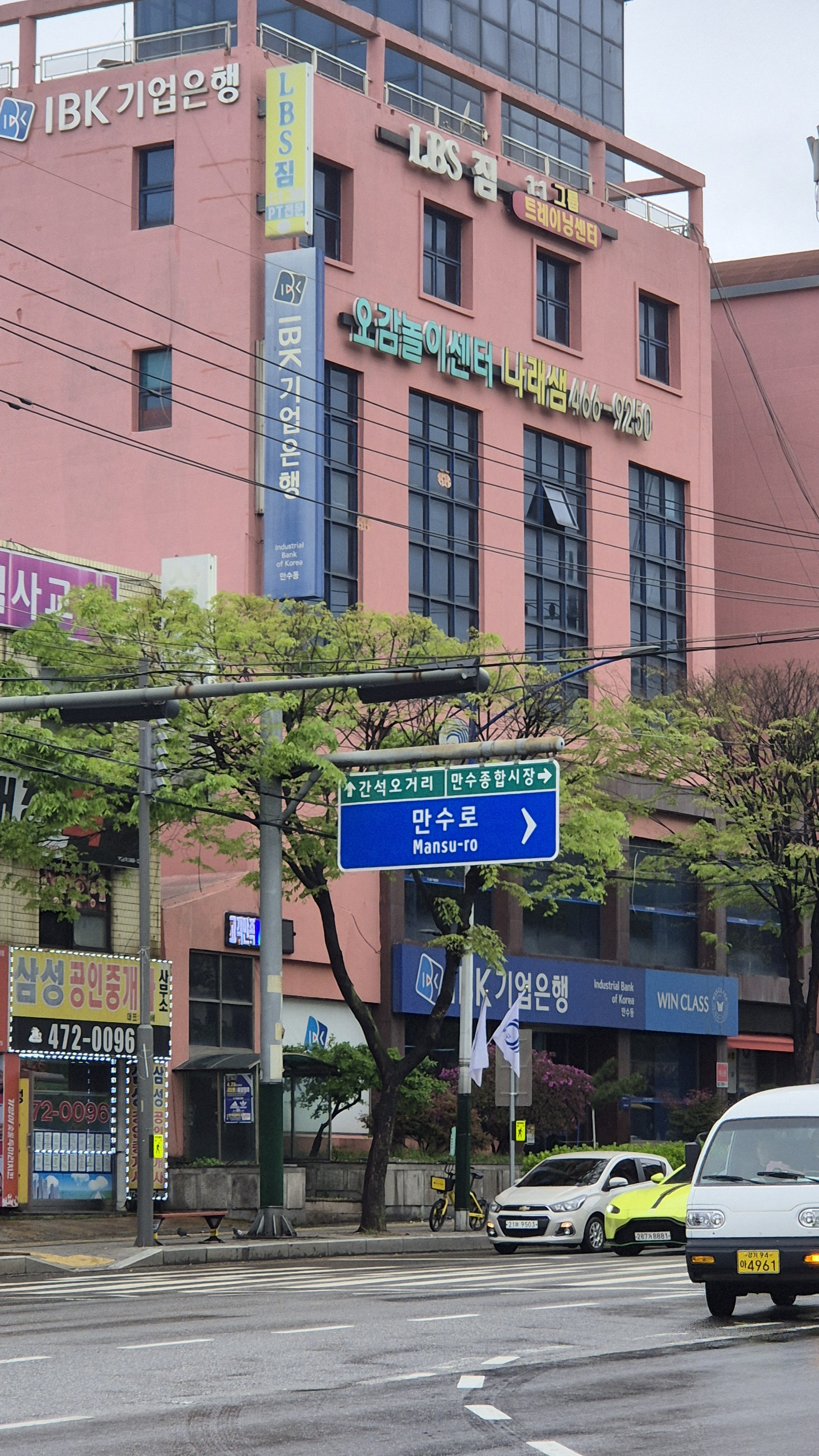
백범로에서 분기되는 표지판